# Genocídio intencional
O genocídio intencional ou intenção genocida é o elemento mental específico, ou mens rea, necessário para classificar um ato como genocídio sob o direito internacional, particularmente a Convenção sobre Genocídio de 1948. Para estabelecer um genocídio, deve-se comprovar que os perpetradores possuíam o dolus specialis, ou intenção específica, de destruir um grupo nacional, étnico, racial ou religioso, no todo ou em parte. Diferentemente de crimes de guerra ou crimes contra a humanidade, a intenção genocida exige um objetivo deliberado de eliminar o grupo visado, e não apenas deslocá-lo ou prejudicá-lo.
O conceito de intenção genocida é complexo e gerou amplo debate jurídico, principalmente devido à dificuldade de comprovar a intenção de destruir de um indivíduo sem evidência direta [en]. Tribunais criminais internacionais, como os de Ruanda e da ex-Iugoslávia, utilizaram evidências circunstanciais [en] para inferir intenção, considerando a escala, a natureza sistemática e os padrões de segmentação das atrocidades. Os padrões jurídicos para intenção genocida variaram, com algumas decisões exigindo dolus directus (intenção direta de causar dano) e outras permitindo dolus indirectus (consequências previsíveis aceitas pelo perpetrador). Essa discrepância influenciou resultados judiciais, como na absolvição de certos réus sob requisitos rígidos de intenção, levando alguns estudiosos a defenderem um padrão baseado no conhecimento para facilitar condenações por genocídio.
O debate sobre a intenção genocida também se cruza com a responsabilidade estatal. Os rigorosos padrões probatórios para intenção genocida permanecem controversos, pois críticos argumentam que dificultam a prevenção de genocídios ao estabelecer um alto limiar para intervenção e persecução. Uma crítica mais fundamental é que exigir intenção genocida para que assassinatos sejam considerados crimes privilegia a intenção dos estados em detrimento das perdas sofridas pelas vítimas civis, o que pode dificultar esforços para prevenir mortes de civis onde a intenção genocida não está presente.

## Definição e padrões legais
Para que um ato seja classificado como genocídio (sob a Convenção sobre Genocídio), é essencial demonstrar que os perpetradores tinham um objetivo deliberado e específico (dolus specialis) de destruir fisicamente o grupo com base em sua nacionalidade, etnia, raça ou religião, real ou percebida. A intenção de destruir a cultura do grupo ou dispersá-lo não é suficiente.
Em 2019, a Inquérito Nacional sobre Mulheres e Meninas Indígenas Desaparecidas e Assassinadas [en] do Canadá argumentou que, em relação à responsabilidade estatal por genocídio, "a intenção específica de um estado de destruir um grupo protegido só pode ser comprovada pela existência de uma política genocida ou um padrão manifesto de conduta." O inquérito usou uma definição mais ampla de genocídio da Lei de Crimes contra a Humanidade e Crimes de Guerra [en], que abrange "não apenas atos de comissão, mas também de 'omissão'." O inquérito descreveu a definição jurídica tradicional de genocídio como "restrita" e baseada no Holocausto.

## Interpretações judiciais

### Tribunais Criminais Internacionais
O Tribunal Penal Internacional para a ex-Iugoslávia (TPIY), o Tribunal Penal Internacional para Ruanda (TPIR) e a Corte Internacional de Justiça determinaram que, na ausência de uma confissão, a intenção genocida pode ser comprovada com evidências circunstanciais, especialmente "a escala das atrocidades cometidas, sua natureza geral, em uma região ou país, ou ainda, o fato de segmentar deliberada e sistematicamente vítimas por sua pertença a um grupo específico, enquanto exclui membros de outros grupos."

### Padrões de intenção
É incontroverso que comprovar dolus directus atenderia ao requisito de intenção da Convenção sobre Genocídio; o padrão mais fraco de dolus indirectus (intenção indireta, significando que o perpetrador não desejava o dano, mas o previu como resultado certo de suas ações e cometeu o ato com esse conhecimento) é menos claro. Alguns estudiosos argumentam que um padrão baseado no conhecimento facilitaria condenações. Alguns casos de tribunais internacionais, como Akayesu [en] e Jelisić, rejeitaram o padrão de conhecimento.
A absolvição de Jelisić sob o padrão mais rigoroso foi controversa, e um estudioso opinou que nazistas teriam sido libertados sob a decisão do TPIY. Quando Radislav Krstić [en] se tornou o primeiro sérvio condenado pelo TPIY sob o padrão de propósito, o tribunal de Krstić explicou que sua decisão não excluía um padrão de conhecimento sob o direito internacional consuetudinário.

### Desenvolvimentos recentes
Em 2010, o Tribunal do Khmer Vermelho referiu-se ao precedente do TPIR ao discutir o papel da intenção genocida.

## Debate
Na Comissão de Inquérito das Nações Unidas de 2004 sobre a Guerra em Darfur, Claus Kress argumentou que o TPIY e o TPIR estavam equivocados em sua visão sobre a intenção genocida de indivíduos. Hans Vest defendeu os papéis interligados da intenção de um indivíduo e sua expectativa de contribuir para uma ação coletiva. Kjell Anderson discutiu maneiras de separar os papéis das políticas coletivas e sua interação com a intenção individual. Olaf Jenssen discordou da falta de condenação de Goran Jelisić por intenção genocida, argumentando que a consistência jurídica implicaria que alguns dos perpetradores do Holocausto não teriam sido condenados por genocídio.

## Casos
- Akayesu: O tribunal rejeitou o padrão de conhecimento.[21]
- Jelisić: Absolvição sob o padrão mais rigoroso, controversa por suas implicações.[22]
- Krstić: Primeiro sérvio condenado pelo TPIY sob o padrão de propósito; não excluiu um padrão de conhecimento sob o direito internacional consuetudinário.[23]